# Нові Балгази
Нові Балгази́ (рос. Новые Балгазы, башк. Яңы Балғажы) — присілок у складі Альшеєвського району Башкортостану, Росія. Входить до складу Нікіфаровської сільської ради.
Населення — 28 осіб (2010; 42 в 2002).
Національний склад:
- башкири — 100 %